# Матала
Ма́тала (греч. Μάταλα) — деревня в Греции на юге Крита. Расположена на побережье Ливийского моря в 62 километрах к юго-западу от Ираклиона. Входит в общину (дим) Фестос в периферийной единице Ираклион в периферии Крит. Население 67 жителей по переписи 2011 года.

## Мифология
Согласно греческой мифологии, Матала была тем местом, куда Зевс в образе быка перевёз финикийскую царевну Европу. Затем он превратился в орла и перенёс её далее в Гортину.

## История
В эпоху неолита в мягких, пористых скалах бухты были выдолблены многочисленные пещеры, которые ко времени римского завоевания Крита и в период раннего христианства использовались для погребений. До настоящего времени пещеры являются объектом паломничества туристов. В минойский период в Матале, по-видимому, находился порт Феста, находящегося в 10 километрах к северо-востоку; в римский период Матала была портом Гортины, находящейся в 30 километрах к северо-востоку. Арабские завоеватели во главе с Умаром Абу-Хафсом высадились на Крит в 824 году в районе Маталы.
В 1960-е годы в неолитических пещерах поселились группы хиппи из многих стран мира, в том числе молодые американцы, отказывавшиеся участвовать во вьетнамской войне. Одно время в пещерах жили Кэт Стивенс, Боб Дилан и Джони Митчелл. Впоследствии Митчелл написала песню «Carey», вошедшую в альбом «Blue», о встреченном ею в Матале шефе кафе, с которым она познакомилась, когда тот вылетел на улицу возле неё от взрыва газовой плиты. После того, как одна из пещер обрушилась и в ней погиб человек, хиппи были изгнаны из пещер. В настоящее время пещеры ограждены, однако туристы могут их посещать.
К югу от Маталы находится нудистский пляж «Red Beach».

## Сообщество Пицидия
В местное сообщество Пицидия входят три населённых пункта. Население 760 жителей по переписи 2011 года. Площадь 22,583 квадратных километров.
| Населённый пункт | Население (2011), человек |
| ---------------- | ------------------------- |
| Матала           | 67                        |
| Нео-Каламаки     | 27                        |
| Пицидия          | 666                       |

## Население
| Год  | Население, человек |
| ---- | ------------------ |
| 1991 | 113                |
| 2001 | 101                |
| 2011 | ↘ 67               |

## Пещеры Маталы
- Доступные жилые и погребальные пещеры
- Пещера со спальной нишей (справа) и пролом в соседнюю пещеру
- Погребальная пещера с углублением в дне для укладывания покойных